# Bougneau
Bougneau ist eine westfranzösische Gemeinde mit 632 Einwohnern (Stand 1. Januar 2022) im Département Charente-Maritime in der Region Nouvelle-Aquitaine.

## Lage
Bougneau liegt ca. 26 Meter ü. d. M. in einer Entfernung von etwa 22 Kilometern (Fahrtstrecke) südöstlich von Saintes in der Kulturlandschaft der Saintonge. Die Hauptstadt des Kantons, Pons, liegt etwa vier Kilometer südwestlich. Der Fluss Seugne fließt in etwa einen Kilometer westlich am Ort vorbei. Weitere Orte mit eindrucksvollen romanischen Kirchen liegen nur wenige Kilometer im Umkreis verteilt: Pérignac, Avy, Échebrune, Chadenac, Biron, Marignac u. a.

## Bevölkerungsentwicklung
| Jahr      | 1968 | 1975 | 1982 | 1990 | 1999 | 2007 | 2016 | 2019 |
| Einwohner | 490  | 476  | 459  | 450  | 430  | 510  | 609  | 600  |

Seit der ersten Volkszählung in Frankreich im Jahr 1793 ist die Einwohnerzahl des Ortes im Großen und Ganzen stabil geblieben. Nach der Jahrtausendwende ist – bedingt durch die Nähe zur Stadt Pons – ein leichter Anstieg der Einwohnerzahl festzustellen.

## Wirtschaft
Die Landwirtschaft (Getreide und Wein) spielt immer noch die größte Rolle im Wirtschaftsleben der kleinen Gemeinde, die zum Weinbaugebiet der Fins Bois in der Region Cognac gehört. In den 1970er und 1980er Jahren ist die Vermietung von Ferienhäusern (gîtes) als Einnahmequelle der Bevölkerung hinzugekommen.

## Geschichte
Im Jahre 1826 fusionierte die bis dahin eigenständige Nachbargemeinde Montignac (ca. 150 Einwohner) mit Bougneau.

## Sehenswürdigkeiten
- Die Kirche von Bougneau stammt in Teilen noch aus dem 11. Jahrhundert und ist somit eine der ältesten in der Saintonge; sie wurde jedoch im 15. Jahrhundert grundlegend umgestaltet, so dass von der alten Kirche nur wenig  erhalten blieb. Die in zwei horizontale Abschnitte unterteilte Westfassade ist vollkommen schmucklos; das gezackte Portal und der darüber befindliche Figurenrahmen sind in der Spätgotik (15. Jahrhundert) hinzugefügt worden – ebenso die beiden seitlichen Strebepfeiler. Lediglich der unter dem Giebeldreieck befindliche Konsolenfries entstammt noch der ursprünglichen Bauzeit. Das ehemals einschiffige Kircheninnere ist im 15. Jahrhundert(?) auf der Nordseite um ein Seitenschiff erweitert worden; beide Teile sind mit hölzernen Decken versehen. Die Vierung erhielt ein Kreuzrippengewölbe. Die zweigeschossige Apsisgestaltung scheint dem 12. Jahrhundert anzugehören – beide Geschosse haben tiefenräumlich-plastisch gestaltete Blendarkaden. Das Erdgeschoss zeigt Blendarkaden mit Rundbögen, das Obergeschoss zeigt in der Mitte einen Segmentbogen, seitlich davon zwei dreieckige 'Bischofsmützen' (arcs en mitre), die im tolosaner Raum weit verbreitet sind, in der Saintonge dagegen üblicherweise nicht vorkommen. Im Äußeren hat das Kirchenschiff mehrere – in späterer Zeit zur Stabilisierung hinzugefügte – Strebepfeiler und eine rechteckig ummantelte Apsis. Der Kirchenbau ist seit dem Jahr 1913 als Monument historique[1] anerkannt.
- In der Umgebung des Ortes stehen zwei guterhaltene und teilweise restaurierte Windmühlen (Moulin de Levreau und Moulin de Renclos).